# Leknes (Alver)
Leknes este o localitate situată în partea de vest a Norvegiei, pe malul de nord al Osterfjorden, în comuna Alver din provincia Vestland din Norvegia. Leknes este traversată de drumul E39.
În perioada 1838-1963 localitatea a aparținut fostei comune Hamre. De la 1 ianuarie 1964 și până la 31 decembrie 2019 a făcut parte din comuna Lindås din fosta provincie Hordaland, iar de la 1 ianuarie 2020 este parte integrantă a comunei Alver.